# Lipje, Velenje
Lipje este o localitate din comuna Velenje, Slovenia, cu o populație de 331 de locuitori.